# نورمان غونزاليس
نورمان غونزاليس (بالتاغالوغية: Norman Gonzales)‏ مواليد 21 مايو 1976 في بامبانغا، الفلبين، هو لاعب كرة سلة فلبيني معتزل. بدأ مسيرته الاحترافية في سنة 1998. لعب في الرابطة الفلبينية لكرة السلة. مثّل منتخب بلاده. اعتزل اللعب في 2013. لعب مع تي إن تي كاتروبا وباوريد تايغرز.